# Kame-no-se
Kame-no-se (japanisch 亀の背 ‚Schildkrötenrücken‘) ist ein 2416 m hoher und kuppelförmiger Berg im ostantarktischen Königin-Maud-Land. Er ragt im nordwestlichen Abschnitts des Massivs von Mount Gaston de Gerlache im südlichen Teil des Königin-Fabiola-Gebirges auf.
Japanische Wissenschaftler nahmen 1960 Vermessungen und 1979 die deskriptive Benennung vor.